# 春野町 (高知県)
春野町（はるのちょう）は高知県中央部の吾川郡内に存在した町である。高知市への通勤率は40.7%（平成17年国勢調査）。

## 地理
高知県の中央部に位置し、町の北側には山地を挟み高知市があり、西側には仁淀川を挟んで土佐市がある。町全域には吾南平野が広がっており、南側は土佐湾に面している。

### 隣接していた自治体
- 高知市
- 土佐市
- 吾川郡いの町

## 沿革
- 1956年（昭和31年）9月30日 - 平和村・西分村・仁西村・森山村・弘岡上ノ村・弘岡中ノ村・弘岡下ノ村が合併して春野村が発足。
- 1969年（昭和44年）9月30日 - 春野村が町制施行して春野町となる。
- 2005年（平成17年）10月11日 - 高知市・春野町合併協議会設置。
- 2006年（平成18年）7月29日 - 戸籍事務の電子化。
- 2006年（平成18年）11月20日 - 高知市・春野町合併協定に調印。
- 2008年（平成20年）1月1日 - 高知市に編入。同日春野町廃止。

## 地域

### 教育

#### 高等学校
- 高知県立春野高等学校

#### 中学校
- 春野町立春野中学校

#### 小学校
- 春野町立東小学校
- 春野町立西小学校

#### その他
- 高知県立高知若草養護学校

## 主な出身者
- 前田敏男 建築学者。京都大学名誉教授。元京都大学総長。元日本建築学会会長。
- 野村貴仁 元プロ野球選手。登録名「野村空生」

## 交通

### 鉄道
町内に鉄道路線なし。

### 道路
- 国道56号

## 名所・旧跡・祭事・催事
- 春野総合運動公園
- あじさい街道
- 吉良城跡
- 荒倉神社
- 種間寺
- ドレー機不時着の地 - パリ東京間飛行レースに参加したマルセル・ドレ（fr:Marcel Doret）が1937年5月26日に戸原海岸の砂浜に不時着大破した事故現場記念碑[1]。